# Гебхардт VI (Лойхтенберг)
Гебхард VI фон Лойхтенберг (на немски: Gebhard VI von Leuchtenberg; * ок. 1230; † 19 май 1293 в Нюрнберг) е ландграф на Ландграфство Лойхтенберг (1279 – 1293).
Той е най-възрастният син на ландграф Гебхард IV фон Лойхтенберг (1210 – 1279) и съпругата му Елизабет фон Ортенбург (ок. 1215 – 1272), дъщеря на Хайнрих I фон Ортенберг († 1241) и първата му съпруга принцеса Божислава (Юта) от Бохемия (* сл. 1197), дъщеря на бохемския крал Отокар I Пршемисъл и Аделхайд фон Майсен.,

## Фамилия
Той се жени преди 17 април 1280 г. за Юта фон Шлюселберг (* 1260; † сл. 12 юни 1309), дъщеря на Улрих фон Шлюселберг († 1288) и Хедвиг фон Грюндлах. Те имат децата:
- Улрих I (1293 – 1334), ландграф на Лойхтенберг (1293 – 1334), бургграф на Прага (1313/1315), женен I. за Елизабет (1309); II. 1328 г. за Анна фон Нюрнберг (1314 – сл. 1340)
- Беатрикс († 1334), омъжена за Хайнрих фон Паулсдорф цу Риден (1310/1342).